# Гумощник
Гумощник е село в Северна България. То се намира в община Троян, област Ловеч.

## География
Село Гумощник се намира в Троянския балкан, на 20 km от Троян и на 15 km от Априлци. Съставено е от шест махали, като в миналото са били осем, но обезлюдяването на местността е оказало пагубно влияние върху две от тях. Все още населени са махала Център, Реката, Селце, Лакарево, Дуевци и Попина могила.

## История
Най-старите белези за живот в Гумощник са откритите повече от 20 тракийски могили от IX – IV век преди Христа.

## Население
Численост и дял на етническите групи според преброяването на населението през 2011 г.:
|                     | Численост | Дял (в %) |
| Общо                | 164       | 100,00    |
| Българи             | 161       | 98,17     |
| Турци               | 0         | 0,00      |
| Цигани              | 0         | 0,00      |
| Други               | 0         | 0,00      |
| Не се самоопределят | 0         | 0,00      |
| Неотговорили        | 2         | 1,21      |

## Културни и природни забележителности
Селото впечатлява с красива природа и богато историческо минало. Все още се съхранява и поддържа църквата „Св. Николай Летни“, която впечатлява с фината си дърворезба и иконопис, както и прилежащото към нея килийно училище, едно от малкото запазени в България. В двора на църквата има паметник на загиналите на кораба „Титаник“. За богатото историческо минало на този край, съпротивата през османското владичество, както и много други ценни факти и събития е описал в книгата „История на с. Гумощник“ местният активен деятел Лалю Самичков. Той е и инициатор и организатор на възстановяването и поддръжката на историческите паметници – църквата „Св. Николай Летни“ и Килийното училище.
- Паметник кенотаф на загиналите с кораба „Титаник“
- Храм „Св. Николай Летни“

## Редовни събития
- Сборът на село Гумощник е на 24 май всяка година
- Празникът на Църквата „Свети Николай Летни“ е на 9 май

## Личности
Д-р Стоян Стоянов, бивш директор на най-голямата акушеро-гинекологична болница на Балканите „Майчин дом“.

## Други
От всички 38 българи, загинали на „Титаник“, осем са от село Гумощник. Това са Пейо Колчев, Пенко Найденов, Илия Стойчев, Лалю Йонков, Марин Марков, Лазар Минков, Стойчо Михов и Недялко Петров. В селото има паметник на загиналите.